# Boukram
Boukram (în arabă بوكروم) este o comună din provincia Bouira, Algeria.
Populația comunei este de 5.647 de locuitori (2008).